# Nasal bilabial sorda
La consonante nasal bilabial sorda es un sonido consonántico que se usa en el habla de ciertas lenguas.  El símbolo en el Alfabeto Fonético Internacional que representa este sonido es m̥ —una combinación de la grafía que representa la nasal bilabial y un diacrítico que indica su cualidad de sordo—. El carácter equivalente en X-SAMPA es m_0.

## Características
- Su punto de articulación es bilabial, que significa que es articulada con ambos labios.
- Su tipo de fonación es sorda, que significa que las cuerdas vocales no vibran durante la articulación.
- Es una consonante nasal, lo que significa que el aire escapa a través de la nariz.
- Es una consonante central, que significa que es producida permitiendo al aire fluir por la mitad de la lengua, en vez de los lados.

## Usos
| Idioma                                         | Idioma                                         | Palabra   | AFI          | Significado              | Notas                                                               |
| ---------------------------------------------- | ---------------------------------------------- | --------- | ------------ | ------------------------ | ------------------------------------------------------------------- |
| Birmano                                        | Birmano                                        | မှာ         | [m̥à]         | 'notar'                  |                                                                     |
| Yupik de Alaska Central                        | Yupik de Alaska Central                        | pisteḿun  | [ˈpistəm̥un]  | 'al sirviente'           |                                                                     |
| Estonio                                        | Estonio                                        | lehm      | [ˈlehm̥]      | 'vaca'                   | Alófono de final de palabra de /m/ después de /t, s, h/.            |
| Francés                                        | Francés                                        | prisme    | [pχis̪m̥]      | 'prism'                  | Alófono de /m/. Véase fonología del francés.                        |
| Hmong                                          | Hmong                                          | Hmoob     | [m̥ɔ̃ŋ]        | 'Hmong'                  |                                                                     |
| Islandés                                       | Islandés                                       | hampur    | [ˈham̥pʏr]    | 'cáñamo'                 | Véase fonología del islandés.                                       |
| Mazateco de Jalapa de Díaz (lenguas mazatecas) | Mazateco de Jalapa de Díaz (lenguas mazatecas) | hma       | [m̥a]         | 'negro'                  | Contrasta con un sonido sonoro y con una bilabial nasal glotal.     |
| Sami kildin                                    | Sami kildin                                    | лēӎӎьк    | [lʲeːm̥ʲːk]   | 'correa'                 |                                                                     |
| Maskoki                                        | Maskoki                                        | camhcá:ka | [t͡ʃəm̥t͡ʃɑːɡə] | 'campana'                |                                                                     |
| Ucraniano                                      | Ucraniano                                      | ритм      | [rɪt̪m̥]       | 'ritmo'                  | Alófono de final de palabra para /m/ después de consonantes sordas. |
| Washo                                          | Washo                                          | Mášdɨmmi  | [ˈm̥aʃdɨmmi]  | 'Él se está escondiendo' |                                                                     |
| Galés                                          | Galés                                          | fy mhen   | [və m̥ɛn]     | 'mi cabeza'              | Se produce como la mutación nasal de /p/.                           |
| Xumi                                           | Bajo                                           | [Hm̥ɛ̃]     | [Hm̥ɛ̃]        | 'medicina'               | Contrasta con el sonido sonoro /m/.                                 |
| Xumi                                           | Alto                                           | [Hm̥ɛ̃]     | [Hm̥ɛ̃]        | 'medicina'               | Contrasta con el sonido sonoro /m/.                                 |